# Février 1955

## Évènements
- Février - Mars : Albert Hourani anime en Syrie la coalition hostile au pacte de Bagdad. Elle arrive au pouvoir (gouvernement Sabri al-Assali, 10 février) et se rapproche de l’Égypte avec qui elle signe un accord de coopération militaire le 2 mars. L’Arabie saoudite se joint à l’alliance, clairement dirigée contre l’Irak. Un accord de vente d’armes tchèques est conclu avec la Syrie.
- 1er février :
  - Le Sénat américain ratifie le traité qui crée l’OTASE.
  - La Banque de Toronto et la Banque Dominion fusionnent pour former la Banque Toronto-Dominion.
- 2 février : le président du Conseil français Pierre Mendès France présente sa démission.
- 5 février, France : chute du gouvernement Pierre Mendès France à la suite d’un débat sur la politique algérienne (2 février). L’attaque est menée par le député radical de Constantine, René Mayer, mais le MRP et les communistes se joignent à la droite pour refuser la confiance par 319 voix contre 273.
- 8 février : Gueorgui Malenkov doit démissionner et le maréchal Nikolaï Boulganine prend sa succession à la présidence du Conseil des Ministres d'URSS.
- 9 février : regroupement des deux plus importants syndicats américains, l'American Federation of Labour (10,2 millions d'adhérents) et le Congress of Industrials Organisations (5,2 millions d'adhérents) pour former l'AFL-CIO, dont George Meany prend la présidence. Ce nouveau syndicat représente 25 % des ouvriers américains et constitue le plus puissant des syndicats des pays occidentaux.
- 14 février : premier vol du chasseur soviétique Mikoyan-Gourevitch MiG-21.
- 18 février : David Ben Gourion devient ministre de la Défense en Israël. Il préconise une politique de force face à l’Égypte. Devant le réarmement de l’Égypte par l’URSS, il élabore avec Moshe Dayan, chef d’état-major, un plan d’invasion du Sinaï.
- 23 février :
  - France : début du gouvernement Edgar Faure (2).
  - Ouverture de la conférence de l'Organisation du traité de l'Asie du Sud-Est (OTASE) à Bangkok.
- 24 février : signature du pacte de Bagdad entre l'Irak et la Turquie[1].

## Naissances
- 2 février :
  - Kim Zimmer, actrice américaine.
  - Leszek Engelking, écrivain polonais.
- 5 février : Joseph Marcel Ramet, médecin pédiatre belge et professeur d'université († 7 mars 2019).
- 7 février :
  - Miguel Ferrer, acteur américain († 19 janvier 2017).
  - André Viard, matador français.
- 11 février : Anneli Jäätteenmäki femme politique finlandaise, ancien premier ministre de Finlande.
- 12 février : Renato Balduzzi, juriste et homme politique italien.
- 13 février : Marcel Nuss, essayiste français († 13 février 2024).
- 16 février : Margaux Hemingway, actrice américaine.
- 19 février : David Murray, saxophoniste de jazz américain.
- 21 février : 
  - Kelsey Grammer, acteur, réalisateur, doubleur, producteur, scénariste et comédien américain.
  - Josep Piqué, homme politique, économiste et entrepreneur espagnol († 6 avril 2023).
- 23 février : Arezki Larbi, peintre algérien († 20 janvier 2024).
- 24 février :
  - Steve Jobs, cofondateur d'Apple américain († 5 octobre 2011).
  - Alain Prost, pilote français, coureur automobile F1, champion du monde de F1 en 1985, 1986, 1989 et 1993.
- 25 février :
  - Ebrahim Rezaei Babadi, homme politique iranien.
  - Camille Thériault, premier ministre du Nouveau-Brunswick.
  - Avetik Ishkhanyan, militant arménien pour les droits humains.
- 28 février : Gilbert Gottfried, acteur américain († 12 avril 2022).

## Décès
- 23 février : Paul Claudel, dramaturge et poète français.